# Microévolution et macroévolution
Les termes de microévolution et macroévolution séparent l'étude des phénomènes d'évolution en fonction de la grandeur d'échelle d'étude : la microévolution pour les changements au sein d'une même espèce, et la macroévolution pour ceux qui ont lieu au stade supérieur à l'espèce.
Le terme de microévolution est généralement utilisé pour signifier que l'axe d'étude porte sur les modifications ayant lieu au sein d'une population donnée, et observées le plus souvent sur une courte échelle de temps (typiquement quelques générations),. Dans ce cadre, l'étude s'intéresse surtout à la modification des fréquences alléliques dans de petites populations isolées. Ces changements peuvent avoir plusieurs moteurs, qui agissent simultanément, dont notamment les mutations, la sélection naturelle ou artificielle, et la dérive génétique.
Le terme de macroévolution est généralement utilisé en biologie évolutive pour indiquer que le niveau d'étude porte sur des changements au-dessus du niveau de l'espèce, et principalement sur des phénomènes liés à la spéciation et l'évolution dans le temps des groupes d'espèces.
Cette distinction entre microévolution et macroévolution décrit le type de méthodes utilisées pour étudier un phénomène (génétique ou phylogénétique par exemple).
Parallèlement, ces deux termes sont attachés à divers courants non darwiniens ou créationnistes, pour tenter de séparer arbitrairement les phénomènes d'évolutions lorsqu'ils ont lieu au sein d'une même espèce (microévolution), et ceux qui ont lieu à un niveau supérieur à l'espèce (macroévolution), qui opèrent généralement sur une échelle de temps géologique,. Cette distinction repose essentiellement sur une différence d'échelle de temps, les deux phénomènes étant les manifestations du même processus d'évolution, selon la théorie synthétique de l'évolution. Ces deux termes sont également utilisés par commodité même par des néodarwinistes comme Jacques Ruffié qui précisera « Il n'existe pas de différence de nature entre macro et micro-évolution : tout au plus une différence de degré » en les utilisant.

## Origine des termes
L'entomologiste russe Youri Filipchenko est le premier à faire usage des termes « macroevolution » et « microevolution », en 1927 et en langue allemande dans sa publication Variabilität und Variation. Filipchenko est un orthogénéticien : il reste persuadé que l'évolution subit une force dirigiste. Ce n'est pas un darwinien, et il rejette notamment le concept de compétition dans la sélection naturelle. Ces termes passent à l'anglais à travers la publication de son élève Theodosius Dobzhansky, Genetics and the Origin of Species, publié en 1937. Ce livre est l'une des principales publications scientifique dans l'élaboration d'une synthèse théorique de l'évolution, qui conduisit plus tard à la formulation de la théorie synthétique de l'évolution.

## La microévolution
L'usage du terme microévolution indique que le niveau d'étude des phénomènes d'évolutions est restreint à celui de la population. Une population est un groupe d'individus d'une même espèce sexuée qui se reproduisent entre eux, comme un groupe d'insectes isolés sur une île.
À cette échelle, l'étude de l'évolution des caractéristiques des individus due au processus d'évolution porte essentiellement sur des changements dans la fréquence de certains allèles d'un ou plusieurs gènes. Un gène est l'emplacement d'un groupe de nucléotides sur un chromosome. L'arrangement de ces nucléotides peut varier, et chaque combinaison particulière forme un allèle de ce gène. Ces allèles sont produits par mutation génétique et hérités par la descendance. La proportion d'un type d'allèle au sein de la population étudiée varie en fonction de certains paramètres :
- la mutation peut être non viable pour l'organisme ou pathogène ;
- des migrations de population : des reproducteurs apportent de nouveaux allèles dans le pool génétique de la population, d'autres s'en séparent, ou la population est isolée géographiquement des autres membres de l'espèce ;
- le hasard : c'est la dérive génétique ;
- des paramètres du milieu : c'est la sélection naturelle.

Ces mutations peuvent s'accumuler par évolution progressive jusqu'à empêcher la reproduction avec les autres descendants de la même espèce : ils ne sont plus interféconds. C'est le phénomène de spéciation, et c'est ici qu'une distinction est parfois faite avec la « macroévolution. »
Cette définition se restreint donc à la reproduction sexuée, mais les phénomènes sont similaires chez les espèces asexuées. L'un des exemples typiques de « micro évolution » fréquemment cité dans ce cas là est l'acquisition d'une résistance aux antibiotiques par une bactérie.

## Macroévolution
Le terme de « macroévolution » est généralement utilisé pour créer une distinction artificielle entre les phénomènes dits « de microévolution », qui sont actuels, observables et expérimentables, et relèvent de la génétique ; et les changements dans la morphologie des fossiles et leur classement, en paléontologie, sans invoquer de processus évolutifs différents de ceux qui jouent aux niveaux infraspécifiques, phénomènes dont l'étude relève alors de la paléontologie, de la reconstruction phylogénétique ou des méthodes phylogénétiques comparatives.

### La macroévolution en biologie de l'évolution
La spéciation est, en biologie, le processus évolutif par lequel de nouvelles espèces vivantes apparaissent.
La spéciation marque le commencement de la macroévolution.
Certains naturalistes, comme le spécialiste de l'évolution des Équidés G. G. Simpson, furent amenés à distinguer la « macroévolution » et la « mégaévolution ».
Le processus de « microévolution » des variantes génétiques, au sein du patrimoine génétique des populations d'une espèce, se distingue de  la « macroévolution », formation d'espèces nouvelles (spéciation) et d'innovations phénotypiques majeures (carapace des tortues, aile chez vertébrés) caractérisant les rangs taxonomiques supérieurs (genre, famille, ordre...). Elle est aussi distinguée de la « mégaévolution » qui concerne les plus hauts niveaux de la systématique (notamment les règnes et les embranchements) et plus particulièrement la question de la formation des grands plans d'organisation.

### La macroévolution en paléontologie
Il est fréquemment utilisé dans des théories opposées au néo-darwinisme, en présupposant qu'il existe « autre chose » qui influe sur l'évolution entre les espèces. Le terme se retrouve ainsi dans les théories orthogenétiques, la théorie des équilibres ponctués, intelligent design, etc. Une partie des néo-darwiniens, comme John Maynard Smith ou Richard Dawkins, en rejettent donc l'usage, pour éviter toute confusion laissant entendre qu'il existe une distinction entre les mécanismes d'évolution au sein d'une espèce, et l'évolution entre les espèces.
Les deux termes sont repris par Richard Goldschmidt et le paléontologue Otto Schindewolf dans leurs travaux sur l'orthogenèse, une théorie non-darwinienne sur une évolution linéaire qui présuppose un dirigisme dans les modifications morphologiques des fossiles d'une même lignée.
Des paléontologues comme Grantham, Rice, Stidd et Wade ont tenté d'appliquer les phénomènes de sélection au niveau des espèces, en imaginant une sélection spécifique, où le milieu sélectionnerait les espèces en fonction de leurs caractères notamment morphologiques, par analogie avec la façon dont la sélection naturelle sélectionne les gènes.
Le terme de macroévolution est utilisé par des paléontologues comme Steven M. Stanley, ou Stephen Jay Gould et Niles Eldredge, les fondateurs de la théorie des équilibres ponctués.